# A (アントン・エワルドのミニアルバム)
『A』 (エー） は、2013年5月29日発売のアントン・エワルドの1枚目のミニアルバム。

## 概要
世界中のiTunesやAmazonで取り扱っているため、日本でもダウンロード可能。

## 収録曲
1. ヒューマン "Human"
2. キャント・ホールド・バック "Can't Hold Back"
3. ウッド・ザット・メイク・ユー・ラブ・ミー "Would That Make You Love Me"
4. ブランド・ニュー "Brand New"
5. ベギング "Begging"